# Madrepora porcellana
Espèce
Statut CITES
Madrepora porcellana est une espèce de coraux appartenant à la famille des Oculinidae.